# Real Ciencias Rugby Club
Maillots
Actualités
Le Real Ciencias Rugby Club est un club de rugby à XV espagnol situé à Séville (Andalousie), fondé en 1972. Il évolue en championnat d'Espagne.

## Historique
Le club est fondé en 1972 à la faculté de sciences de l'université de Séville sous le nom de Club de Rugby Ciencias de Sevilla[réf. nécessaire].
Il remporte deux Championnatq d'Espagne en 1992 et 1994.
En 2022, à l'occasion des cinquante ans du club, celui-ci obtient le titre de Real (royal) par décret du roi Felipe VI, changeant ainsi son nom officiel pour celui de Real Ciencias Rugby Club.

## Palmarès
- División de Honor (2) :
  - Champion : 1992 et 1994
- Copa del Rey (3) :
  - Champion : 1994, 1995 et 1996
- Copa Ibérica (1) :
  - Champion : 1995